# Faiditus woytkowskii
Faiditus woytkowskii is een spinnensoort in de taxonomische indeling van de kogelspinnen (Theridiidae).
Het dier behoort tot het geslacht Faiditus. De wetenschappelijke naam van de soort werd voor het eerst geldig gepubliceerd in 1962 door Harriet Exline & Herbert Walter Levi.